# 張嘉倪
張嘉倪（1987年6月22日—），出生于成都市新都县，中国大陆女演员，毕业于北京电影学院。因参与湖南卫视的琼瑶剧选角活动《寻找紫菱》胜出，主演《又见一帘幽梦》成名。

## 个人生活
2014年6月22日，张嘉倪在27岁生日聚会上被男友買超求婚。2016年10月9日，张嘉倪在美国诞下一子。2018年8月18日，张嘉倪於微博宣佈產下次子。2022年11月，买超被拍到出轨，张嘉倪发文“爱得起，放得下”，承认婚变。

## 爭議事件

### 疯马秀争议
2023年，她与杨颖被曝曾到场观看Lisa的疯马秀演出，在中国大陆网络引发争议。有网民认为其观赏疯马秀的行为违反《演出行业演艺人员从业自律管理办法》中有关“不得参与涉及淫秽、色情的活动”的活动，要求官方将其封杀。同年11月1日，張嘉倪在新浪微博的賬號被禁言，抖音账号无法关注。2024年10月31日全网解除封禁，社群媒体恢复正常。

## 影视作品

### 電視劇/網路劇
| 首播年份 | 剧名               | 角色           | 备注                  |
| 2007年   | 又見一簾幽夢       | 汪紫菱         |                       |
| 2009年   | 微笑在我心         | 向天微         |                       |
| 2010年   | 天師鍾馗之美麗傳說 | 林小蝶、聶小倩 | 第四單元：血色鴛鴦    |
| 2010年   | 絲絲心動           | 張曉柔         |                       |
| 2010年   | 母亲心             | 翁诗真         |                       |
| 2011年   | 新還珠格格         | 胡若蘭         |                       |
| 2012年   | 离爱               | 火布丁         |                       |
| 2012年   | 宮鎖珠簾           | 耿佳·玉漱      |                       |
| 2012年   | 傾城雪             | 江佩芸         |                       |
| 2013年   | 精忠岳飞           | 吴素素         |                       |
| 2013年   | 武间道             | 韩美玉         |                       |
| 2013年   | 花开半夏           | 程秀秀         |                       |
| 2013年   | 极品女士第二季     | 客串           | 网络剧                |
| 2014年   | 三国热             | 孙尚香         | 网络剧                |
| 2015年   | 爱我，你别走       | 金桔           |                       |
| 2016年   | 城市恋人           | 林舍舍         | 2012年拍攝            |
| 2017年   | 百战天狼           | 周红珊         |                       |
| 2017年   | 新侠客行           | 丁珰           |                       |
| 2018年   | 温暖的弦           | 薄一心         |                       |
| 2018年   | 延禧攻略           | 钮祜禄·沉璧    | 順嬪                  |
| 2020年   | 小大夫             | 黄蓉           |                       |
| 2021年   | 理想照耀中国       | 小树           | 單元《绿皮车》        |
| 2021年   | 千古玦尘           | 芜浣           | 网络剧                |
| 2022年   | 假日暖洋洋2        | 程菽           |                       |
| 2023年   | 人生之路           | 黄亚萍         |                       |
| 2023年   | 好事成双           | 江喜           |                       |
| 未播映   | 乱世风雨情         | 刘映雪         | 又名:头牌，2013年拍攝 |

### 电影
| 上映年份 | 电影名         | 角色       | 备注           |
| 2011年   | 幸福速遞       | 包子店哑女 |                |
| 2014年   | 我们毕业的夏天 | 小夏       | 2009年拍攝     |
| 2017年   | 青春逗         | 何芸       |                |
| 2021年   | 中国医生       |            | 實驗室工作人員 |

### 演唱
- 2007年 《又见一帘幽梦》电视原声带

### 广告
- 2007年12月 “十八淑女坊”品牌形象代言人
- 2008年4月 滇虹康王山茶花去屑洗发露系列形象代言人

## 曾经参加大型比赛
- 2006年 寻找紫菱
- 2007年 湖南卫视&TVB舞动奇迹